# Kendayakan (Terisi)
Kendayakan is een bestuurslaag in het regentschap Indramayu van de provincie West-Java, Indonesië. Kendayakan telt 4712 inwoners (volkstelling 2010).